# National Crime Information Center

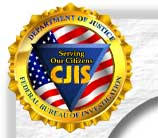
Siegel des NCIC

Das National Crime Information Center (NCIC; deutsch Nationales Kriminalitätsinformationszentrum) ist die zentrale Datenbank der Vereinigten Staaten zur Sammlung von Informationen in Zusammenhang mit der Kriminalitätsbekämpfung. Sie wurde 1967 eingerichtet und seitdem von der Criminal Justice Information Services Division des Federal Bureau of Investigation unterhalten. Die gespeicherten Daten stammen von verschiedenen bundes-/staatsweiten und lokalen Ämtern, die nicht zwangsläufig in Zusammenhang mit der Verbrechensbekämpfung stehen, z. B. Department of Motor Vehicles (dt. etwa „Kraftfahrzeugbehörde“). Außerdem bestehen Verbindungen zu ähnlichen Systemen die von den einzelnen Bundesstaaten betrieben werden.

## Geschichte
Das NCIC wurde am 27. Januar 1967 unter dem FBI-Direktor J. Edgar Hoover gegründet. Bei der Gründung umfasste die Datenbank einen Bestand von 356.784 Datensätze, welcher bis Ende 2009 auf über 15 Millionen angewachsen ist. Der Zweck des Systems war eine zentrale Anlaufstelle zu schaffen um den Informationsfluss zwischen den zahlreichen Vollstreckungsbehörden zu erleichtern.
Die ursprünglichen Infrastrukturkosten wurden damals mit über 180 Mio. US-Dollar veranschlagt. Mitte der 1990er Jahre wurde das System von der veralteten Technik auf eine aktuelle Plattform migriert. Im Jahr 1993 schätzte ein Ausschuss der Regierung, dass das FBI weitere 2 Mrd. US-Dollar zur Modernisierung des Systems investieren müsse, um allen Nutzern Zugriff zu ermöglichen.

## Datensammlung
Die gesammelten Akten bestehen aus einer Vielzahl von verschiedenen Akten mit Daten zu Personen bzw. Besitz.

### Personen-Akten
- Bekannte oder unter dringendem Verdacht stehende Terroristen
- Durch den Secret Service überwachte Personen
- Gesuchte Personen
- Gewalttätige Gangs und Gangmitglieder
- Personen mit Verstoß gegen Aufenthaltsbestimmungen
- Gesuchte, ausländische Flüchtlinge
- Identitätsdiebstahl
- Nicht identifizierte Personen (sowohl lebend als auch verstorben)
- Sexualstraftäter
- Überwachte Personen
- Unter Überwachung stehende, freigelassene Straftäter
- Vermisste Personen

### Besitz-Akten
- Gestohlene Wasserfahrzeuge
- Gestohlene Fahrzeug- oder Bootsteile mit Seriennummer
- Gestohlene Nummernschilder
- Gestohlene oder in Verbrechen verwickelte Fahrzeuge
- Gestohlene oder Verlorene Waren
- Gestohlene, unterschlagene oder gefälschte Wertpapiere
- Gestohlene, verlorene oder wiedergefundene Schusswaffen